# 헌목황후
헌목황후 조절(獻穆皇后 曹節, ? ~ 260년)은 후한 말 위왕 조조(曹操)의 딸이며, 
헌제(獻帝)에게 시집 가 후궁이 되었고, 214년에 복황후(伏皇后)가 처형되자, 그 뒤 황후가 되었다. 
후한의 마지막 황후이다.
213년 7월 조조는 자신의 세 딸인 조헌(曹憲), 조절, 조화(曹華)를 헌제에게 시집 보냈으며, 이들은 모두 귀인(貴人)이 되었다. 214년 11월, 복황후가 복완에게 조조를 주살할 것을 청하여 썼던 편지가 발각되어 폐위된 후, 215년 1월에 황후가 되었다.
220년 조비(曹丕)가 선양을 받아 후한이 망하고 위나라가 세워졌다. 이때 조비가 사자를 보내 옥새를 내어달라고 하자, 조절은 몇 번이고 옥새를 내주지 않았으나 결국 난간 아래로 옥새를 내던지고 이와 같이 외치며 통곡했다.
“하늘이 절대로 너희를 돕지 않을 것이다!”
조비는 헌제를 산양공(山陽公)으로, 조절을 산양공부인으로 책봉하였다.
260년 6월 세상을 떠났으며, 당시 황제였던 조환(曹奐)은 한나라의 예법에 따라 조절을 장사지내고 헌목황후(獻穆皇后)라 했다. 이때 조절은 헌제의 무덤인 선릉(禪陵)에 합장되었다.

## 《삼국지연의》에서
80장에서 위왕 조비는 여러 신하들과 군사들을 보내어 헌제에게 선양을 재촉하였다.
조홍(曹洪)과 조휴(曹休)가 헌제에게 대전으로 나올 것을 강요하며 겁박하자, 조절은 이들을 꾸짖고 조비를 비난하였다.

## 가계
- 부친: 조조
- 모친: 신원 미상
- 남편: 헌제(獻帝)
- 자매: 조헌, 조화, 청하공주, 안양공주, 금향공주, 임분공주
- 형제: 조앙, 조삭, 조비, 조창, 조식, 조웅, 조충, 조림, 조거, 조우, 조현, 조곤, 조준, 조상, 조표, 조구, 조근, 조승, 조경, 조정, 조균, 조극, 조휘, 조무, 조간

## 같이 보기
- 삼국지 인물 목록